# Oberentfelden
Oberentfelden – gmina (niem. Einwohnergemeinde) w północnej Szwajcarii, w kantonie Argowia, w okręgu Aarau. 31 grudnia 2014 liczyła 5036 mieszkańców.

## Historia
Budynki na terenie obecnej gminy powstały już około 2000 lat temu. Były one stawiane głównie z piaskowca. Od 1415 roku tereny te należą do władz Berna. W 1601 roku pożar strawił m.in. miejscowy kościół wraz z plebanią. W 1830 roku uchwalono herb miejscowości przedstawiający kaczkę, co wynika ze złego zrozumienia pochodzenia nazwy wsi, gdyż Entfelden oznacza koniec pola, a nie pole kaczek (niem. Ente – kaczka). 